# Morton, North Kesteven
Morton är en by i civil parish Thorpe on the Hill, i distriktet North Kesteven, i grevskapet Lincolnshire, i England. Byn är belägen 12 km från Lincoln. Morton var en civil parish 1858–1931 när blev den en del av Thorpe on the Hill. Civil parish hade 24 invånare år 1921.